# Condado de Yunlin

Localização em Taiwan

Condado de Yunlin (chinês: 雲林縣; pinyin: Yúnlín Xiàn) é um condado em localizado na costa ocidental da ilha Formosa, em Taiwan. Ele está localizado a leste do Estreito de Taiwan. Yunlin é parte de Chianan, uma planalto conhecida por sua produção agrícola, o que inclui pomelo, folhas de chá, suan cai, mamão e melão. A cidade de Douliu é a maior do condado, enquanto a sua capital é a cidade de Yunlin.